# Jebba (Tunisie)
Pour les articles homonymes, voir Djebba.
Ne doit pas être confondu avec Djellaba.

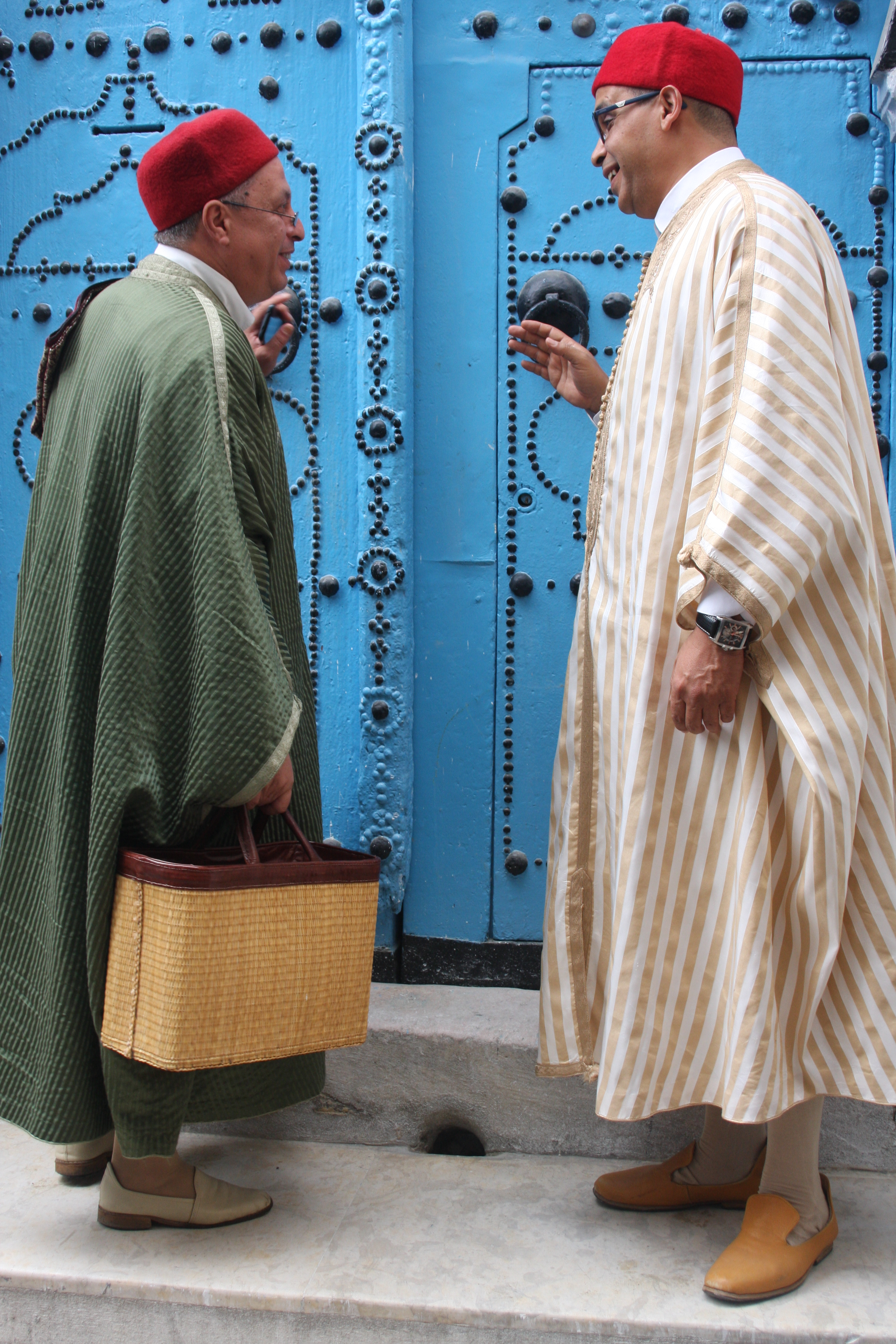
Hommes tunisiens portant une jebba et coiffés d'une chéchia.

La jebba est un vêtement ample qui constitue la pièce principale de la tenue traditionnelle masculine en Tunisie,.

## Description
La jebba tunisienne est une variante de djellaba maghrébine. Fabriqué en laine, mais aussi en soie ou en lin, cet habit couvre tout le corps sans toutefois recouvrir les avant-bras ou les mollets,. La jebba peut se porter avec un gilet (farmla, badia ou sadria), une veste (mentan), une culotte bouffante (sarouel) serrée à la taille par une ceinture de soie, une paire de balghas et une chéchia,. Elle peut aussi être recouverte d'un burnous en extérieur.
Elle se caractériserait par ses traits andalous distinctifs dus à la venue des Morisques en Tunisie et le fait qu’elle soit confectionnée à partir de différents tissus et agrémentée de broderies. Notamment portée lors des fêtes religieuses et officielles, cérémonies de mariage ou de circoncision, elle reste l'habit principal des prêcheurs et des imams en Tunisie.

## Artisanat
Sa fabrication artisanale est assurée par des artisans qui coupent, cousent et brodent, dans des variations tenant aux particularismes régionaux, à l'usage (quotidien ou cérémoniel) et au niveau de richesse (différenciation par la broderie).

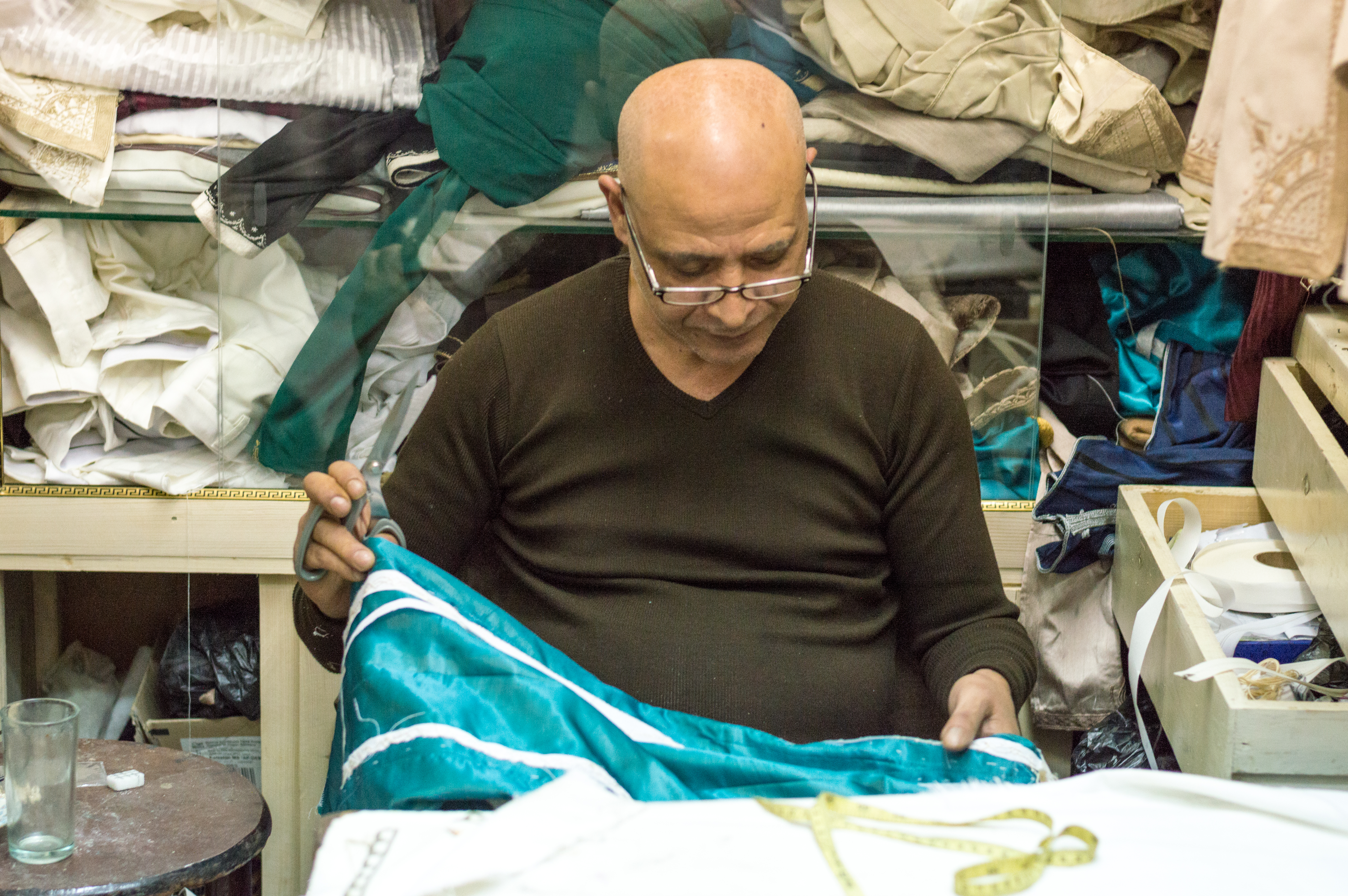
Couturier confectionnant une jebba.

En 2015, l'Office national de l'artisanat tunisien publie un guide présentant les modèles de la jebba traditionnelle féminine tunisienne. En 2018, des artisans de la médina de Tunis incluent une version modernisée de la jebba dans les costumes des footballeurs de la sélection nationale en vue du Mondial 2018, malgré quelques réticences de ces derniers.
La Presse de Tunisie rapporte en 2021 une situation difficile pour l'artisanat dans le contexte d'un désengagement de l'État tunisien marqué par la liquidation de la Société de commercialisation des produits de l'artisanat, un manque de main-d'œuvre compétente et des matières premières plus chères. Ce phénomène est renforcé par la location qui diminue d'autant la demande.

## Modèles
Différents modèles existent, comme les jebbas Khamri (rouge brique), Kamraya (lin), Sakrouta (beige), Harir (soie blanche), Chmûs (broderies en forme de soleil), Harbla ou Karmasoud (verte).
Des variations de modèles sont aussi notées entre les régions de Tunisie, l'agence Tunis Afrique Presse citant par exemple ceux de Sfax, Nabeul, Raf Raf, Tunis, Hammamet, Monastir ou encore Soliman.
D'autres modèles peuvent être trouvés ailleurs au Moyen-Orient, en Afrique et dans le bassin méditerranéen,.